# Eugène-Stanislas Oudinot
Pour les articles homonymes, voir Oudinot.

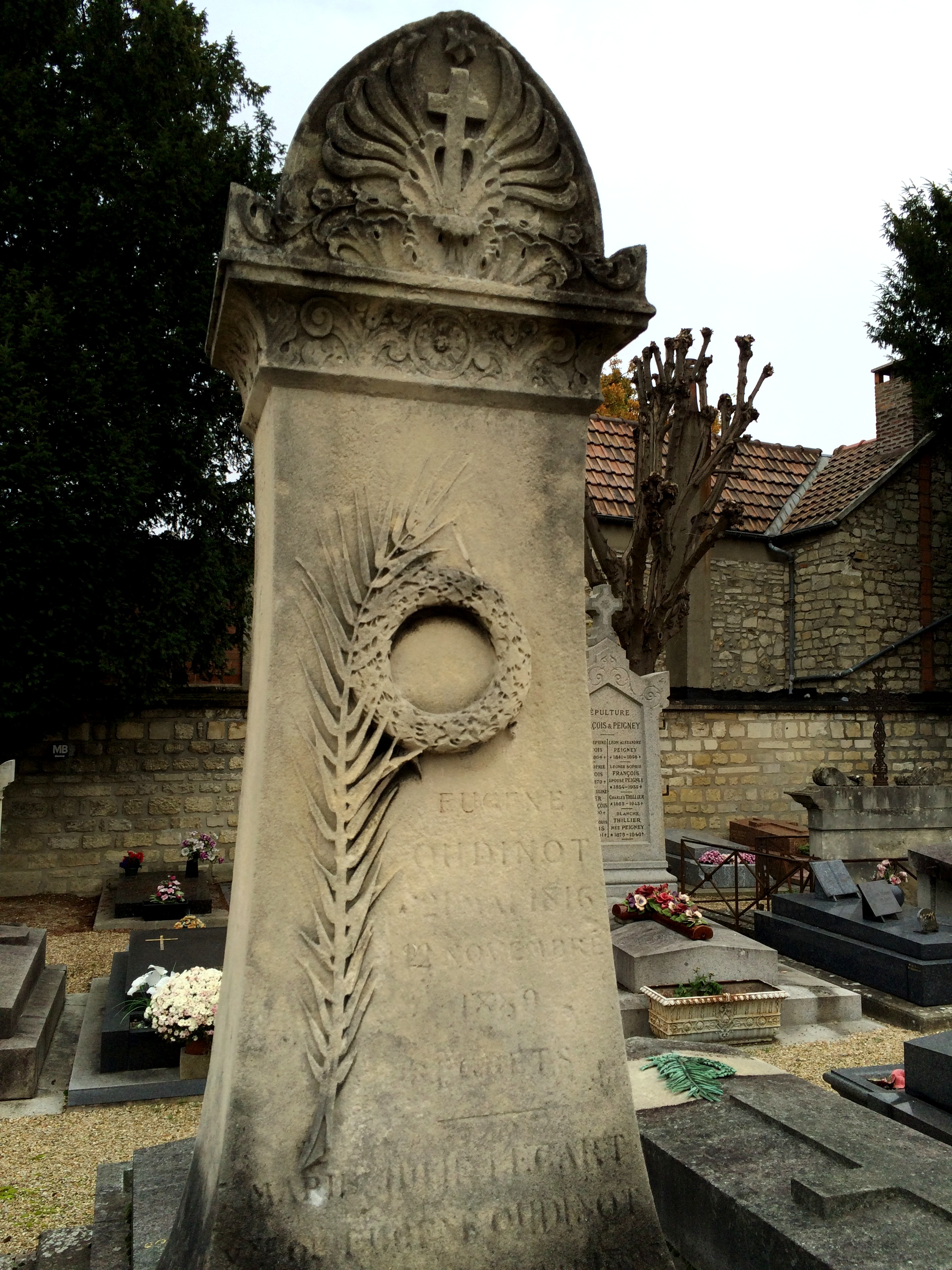
Sépulture de Eugène-Stanislas Oudinot au cimetière ancien de Saint-Germain-en-Laye (78)

Eugène-Stanislas Oudinot de La Faverie dit Eugène Oudinot, né à Alençon le 3 avril 1827 et mort à Paris le 22 novembre 1889, est un peintre-verrier français.

## Biographie

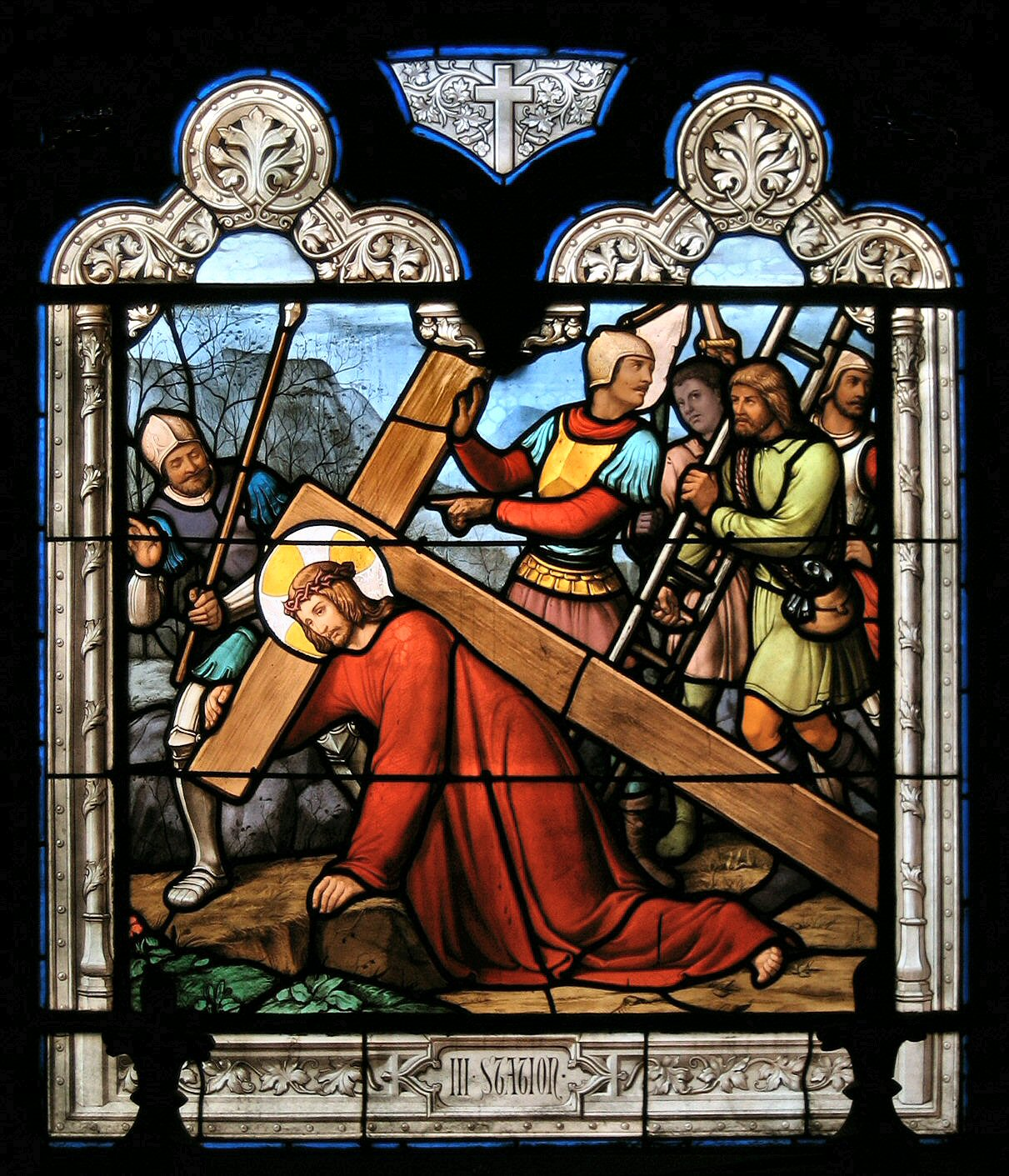
Vitrail de l'église Saint-Eugène-Sainte-Cécile.

Fils de François Michel Oudinot de La Faverie, Eugène-Stanislas Oudinot est le frère Achille-François Oudinot (1820-1891) qui fut également artiste-peintre.
Élève de Georges Bontemps pour l’art du vitrail, Oudinot passe ensuite dans l’atelier de Delacroix pour apprendre la peinture. Il travailla aussi à la manufacture de Choisy-le-Roi.
En 1848 il quitte la manufacture de Choisy pour suivre les cours d'Eugène Delacroix.
En 1854, il ouvre son propre atelier de vitraux, 6 rue du Regard, peut-être au moment de son mariage avec Virginie Saulin. Il reçoit de nombreuses commandes :
- synagogue de la rue de la Victoire (1865-1876),
- église Saint-Eugène (1854),
- église Saint-Augustin (1860-1871),
- église Saint-Bernard de la Chapelle (1861),
- église Saint-Leu (1861),
- église de la Sainte-Trinité (1865-1871),
- église Notre-Dame-des-Champs (1867-1876),
- église Saint-Pierre-de-Montrouge (1869),
- église Saint-Germain-l'Auxerrois (1875),
- église Saint-Jacques-du-Haut-Pas (1875),
- église Saint-Pierre-de-Chaillot (1876)

L'État lui a confié la restauration de vitraux et la pose de nouveaux vitraux :
- cathédrale Saint-Pierre de Beauvais,
- cathédrale de Limoges,
- cathédrale de Bayonne,
- cathédrale de Soissons,
- cathédrale de Noyon,
- cathédrale d'Autun,
- cathédrale de Bayeux,
- chapelle du château de Vincennes,
- abbatiale d'Orbais,
- collégiale Notre-Dame de Bourg-en-Bresse,
- collégiale de Brive-la-Gaillarde
- cathédrale Saint-Samson de Dol-de-Bretagne (1871), restauration de la grande verrière du XIIIe siècle. Les panneaux qu'il y a réalisés ont été démontés et remplacés par d'autres de Jean-Jacques Gruber en 1951. Les panneaux d'Eugène Oudinot ont été remontés dans la chapelle Saint-Magloire de la cathédrale, en trois vitraux : vies de ste Marguerite, d'Abraham, du Christ.

Il a aussi réalisé des vitraux pour la collégiale Sainte-Croix de Liège etc.
Il a fait travailler de nombreux cartonniers : des architectes comme Viollet-le-Duc et Émile Reiber, des peintres d'histoire, comme Gérard Seguin, Adrien Moreau, Diogène Maillart, Auguste Leloir, Félix Jobbé-Duval, Joseph Blanc, Charles Lefebvre, des portraitistes comme Victor Levaché, des paysagistes comme Louis Français, des peintres spécialisés dans les arts décoratifs comme Luc-Olivier Merson, Edmond Lechevallier-Chevignard, Charles Toché, Émile Delalande, Albert Besnard et Louis Steinheil.

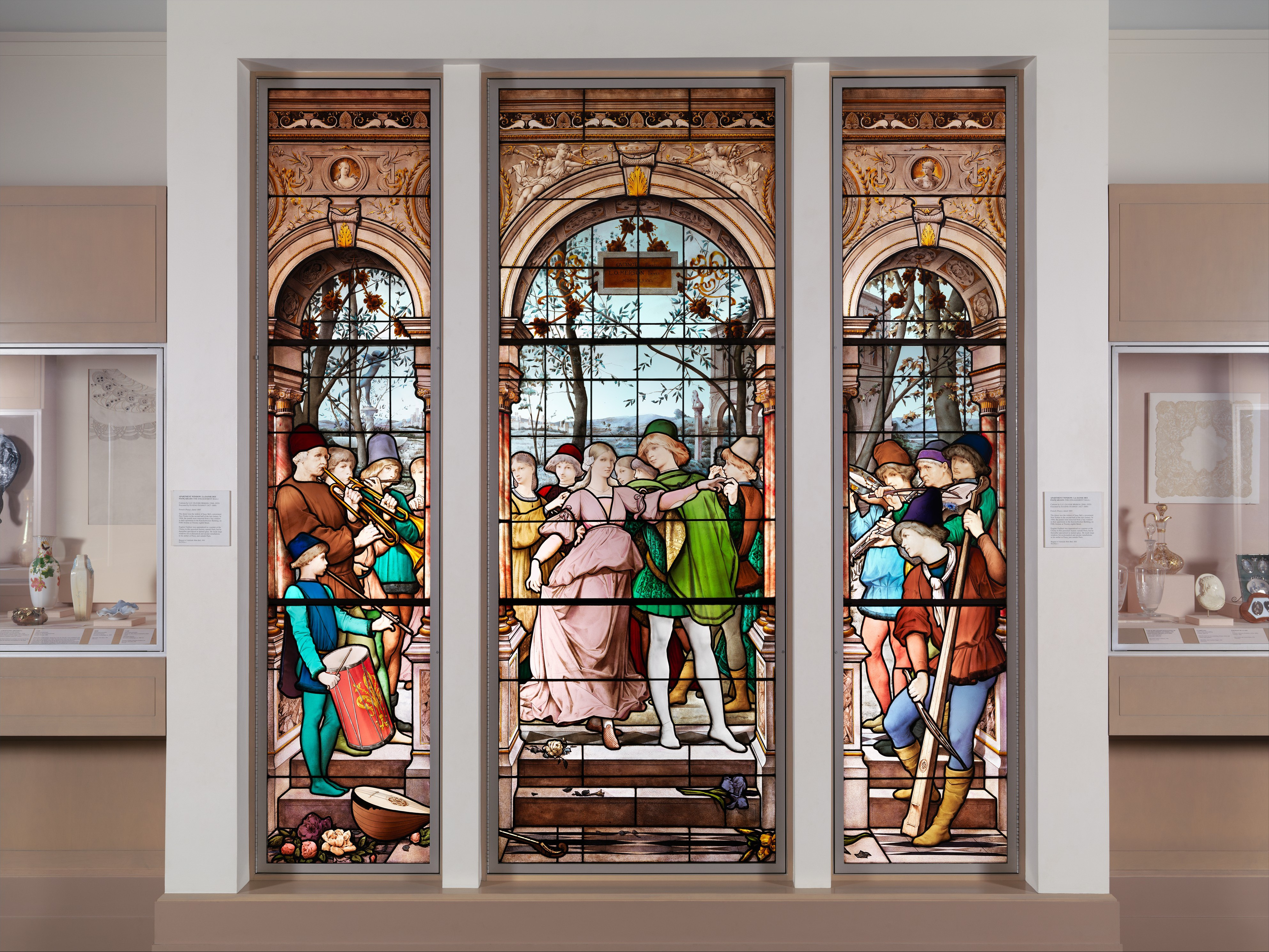
La Danse des Fiançailles (1885), Metropolitan Museum of Art, New York

Il a aussi travaillé pour de nombreuses personnalités, parmi lesquelles on trouve des écrivains et des journalistes, des architectes, des hommes politiques, des scientifiques, des banquiers ou des marchands, des membres de l'aristocratie française ou étrangère. Il a aussi travaillé pour plusieurs membres des grandes familles new-yorkaises (Bell (en), Belmont, Vanderbilt).
Après un premier séjour aux États-Unis en 1877 d'où il rapporte la technique du verre opalescent, il part plus longuement en 1882 pour superviser l'installation d'un vitrail dessiné par Luc-Olivier Merson et destiné au manoir des Vanderbilt, appelé le Petit Chateau (en). Oudinot travailla également pour l'architecte américain Richard Morris Hunt.
Son atelier parisien était situé au 6 de la rue de la Grande-Chaumière. À sa mort, sa veuve n'accepte l'héritage que sous réserve d'inventaire. Celui-ci faisant apparaître un lourd déficit, son atelier est alors mis en vente et acheté par Félix Gaudin le 10 février 1890.

## Distinctions
Il obtient une mention à l'Exposition universelle de 1855, puis à l'exposition de Londres en 1862.
Il est fait chevalier de la Légion d'honneur le 20 octobre 1878.

## Descendance
Eugène Oudinot eut deux enfants :
- une fille, Hermine, épousa en 1876 l'architecte André Lecomte du Nouÿ, ils eurent un fils, Pierre qui devint mathématicien ;
- un fils, Camille Oudinot, qui fut romancier et auteur dramatique.